# Joel García (abogado)
Joel García es un abogado y profesor universitario venezolano. Durante su carrera ha sido abogado defensor de políticos y activistas, al igual que vicepresidente de la Fundación para los Derechos Civiles y Ciudadanos de Venezuela (Fundeci).

## Carrera
Joel García ha sido abogado defensor de personas tales como los políticos Fernando Albán, Juan Requesens, Roberto Marrero, el periodista Roland Carreño, el estudiante John Álvarez, y la activista Rocío San Miguel.En 2019 denunció que en el programa de Venezolana de Televisión Con el Mazo Dando Diosdado Cabello lo acusó y buscó involucrarlo en planes de conspiración, asesinato y golpe de Estado.En 2024 denunció que fue objeto de amenazas por parte de un desconocido mientras se encontraba en el Palacio de Justicia de Caracas con el cónsul general de Chile.
También ha sido vicepresidente de la Fundación para los Derechos Civiles y Ciudadanos de Venezuela (Fundeci) y profesor de derecho en la Universidad Santa María.